# اینترنشنال بیزینس ایر
اینترنشنال بیزینس ایر (به انگلیسی: International Business Air) یک شرکت هواپیمایی با کد یاتا 6I است که در تاریخ ۱۹۸۳ میلادی تأسیس شده است.
دفتر مرکزی اینترنشنال بیزینس ایر در کالشهمن، سوئد واقع شده‌است و قطب این شرکت هواپیمایی در فرودگاه استکهلم-آرلاندا قرار دارد.